# Cyrtandra megalocalyx
Cyrtandra megalocalyx är en tvåhjärtbladig växtart som beskrevs av Rudolf Schlechter. Cyrtandra megalocalyx ingår i släktet Cyrtandra och familjen Gesneriaceae. Inga underarter finns listade i Catalogue of Life.